# 東京モード学園

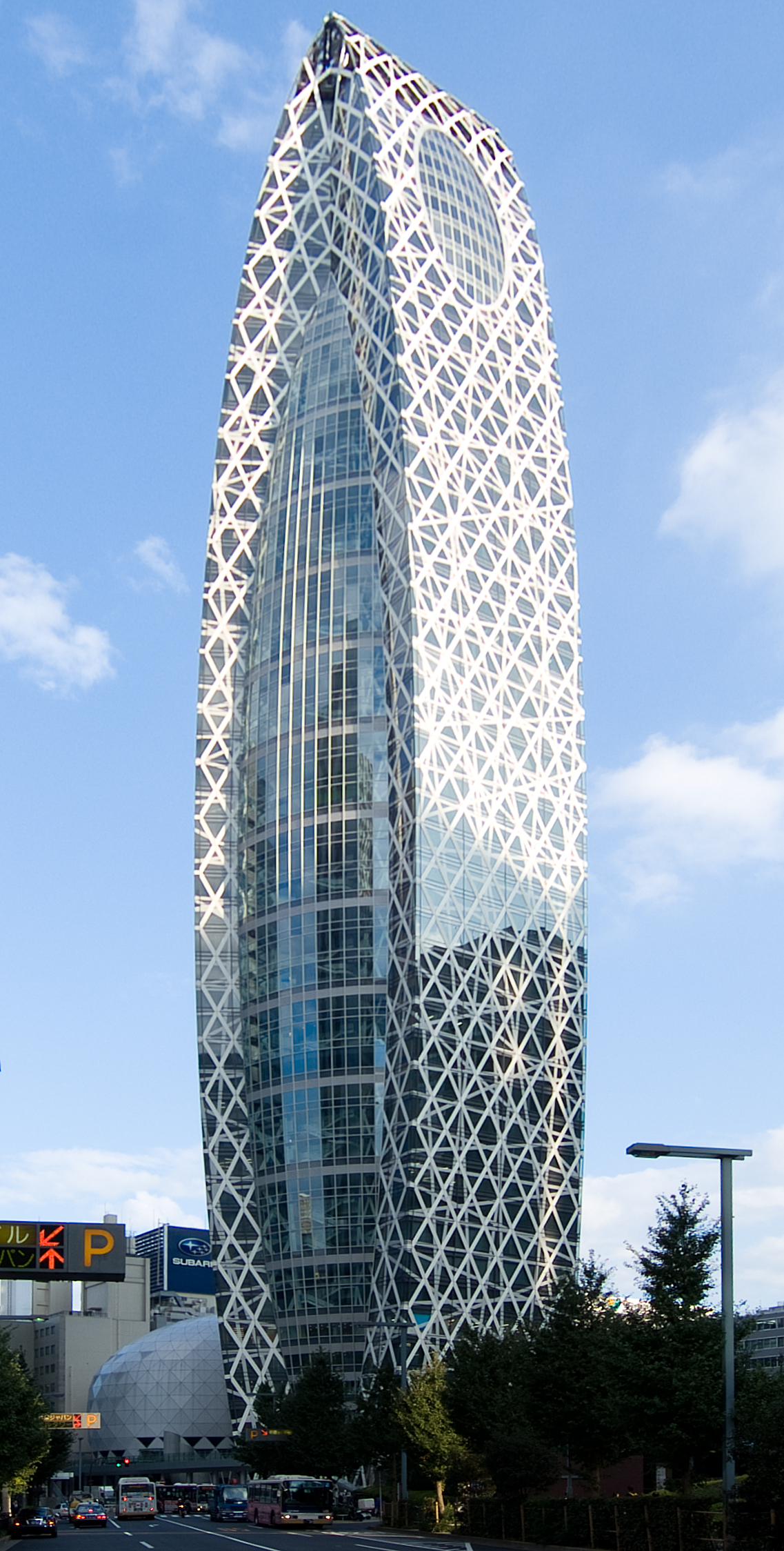
モード学園コクーンタワー

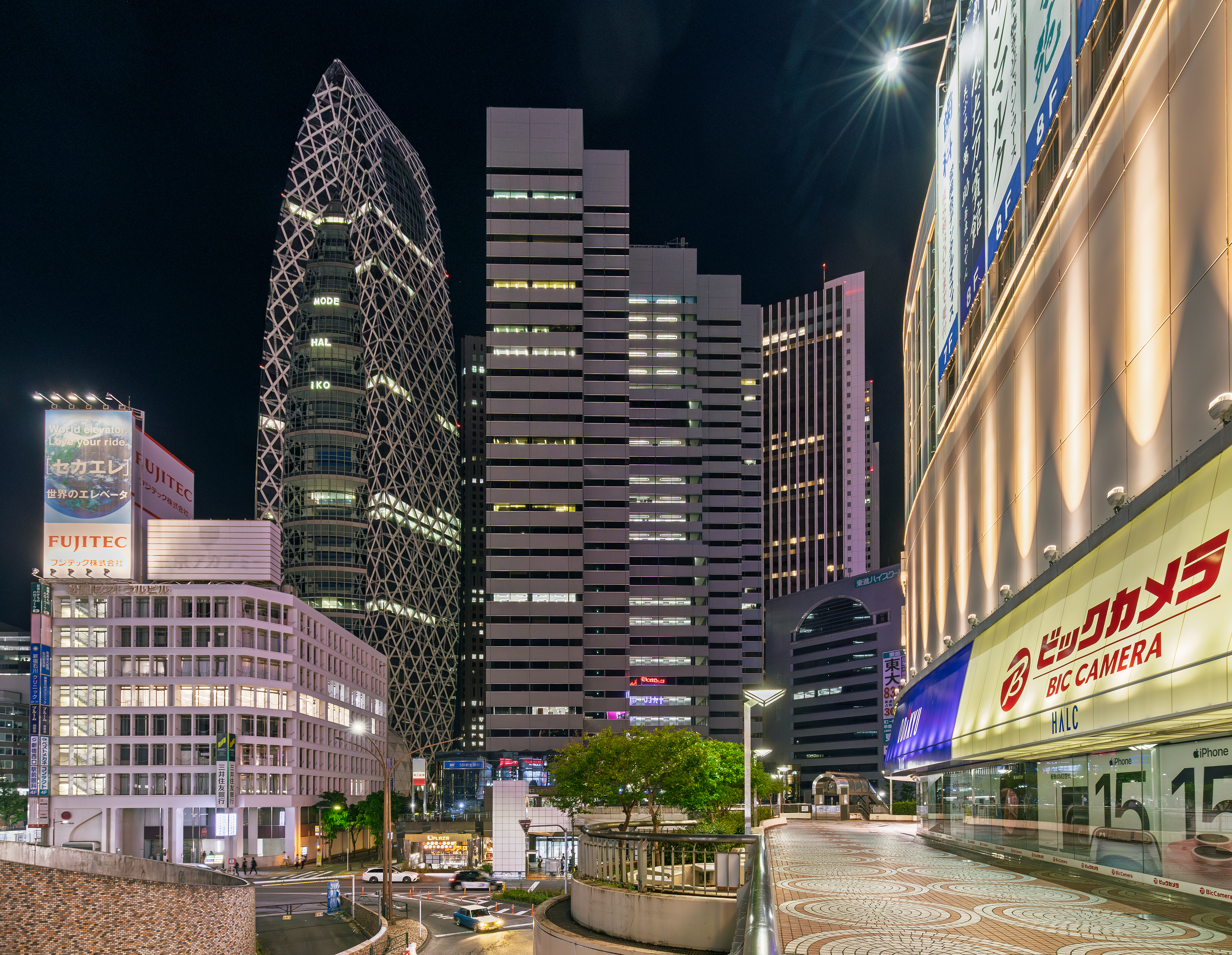
夜景（2024年5月）

東京モード学園（とうきょうモードがくえん）は、学校法人日本教育財団が運営する東京都新宿区西新宿1-7-3にある専修学校。

## 沿革
- 1980年（昭和55年） - 東京モード学園設置
- 2009年（平成21年） - モード学園コクーンタワーへ移転

## 設置学科
- 昼間コース
  - ファッションデザイン学科 高度専門士コース
  - ファッションビジネス&テクノロジー学科

高度専門士コース
- - ファッションデザイン学科
    - ブランドデザイナー専攻
    - アパレルデザイナー専攻
    - メンズデザイナー専攻
    - キッズデザイナー専攻
    - 舞台・ステージ衣装専攻
    - ゲームキャラクターデザイナー専攻

  - ファッションテクノロジー学科
    - パタンナー専攻
    - 3Dデジタルパタンナー専攻
    - アパレル技術専攻

  - ファッションビジネス学科
    - ファッションプロデューサー専攻
    - バイヤー・ショップ経営専攻
    - ネットビジネス専攻
    - ファッションコーディネーター専攻
    - デジタルファッション専攻

  - スタイリスト学科 
    - 広告・雑誌スタイリスト専攻
    - ファッションスタイリスト専攻

  - インテリア学科 
    - インテリアデザイナー専攻
    - インテリア・建築士専攻
    - 空間デザイナー専攻
    - インテリアコーディネーター専攻

  - グラフィック学科 
    - グラフィックデザイナー専攻
    - WEB動画・デザイナー専攻
    - イラストレーション専攻

  - メイク・ネイル学科
    - メイク・ネイルアーティスト専攻
    - 映像・舞台メイク専攻
    - メイクアップアーティスト専攻
    - トータルビューティアドバイザー専攻

  - ヘア・メイクアーティスト学科
    - ヘアメイクアーティスト専攻
    - ブライダルアーティスト専攻
    - サロンオーナー専攻
    - 国際美容師専攻

  - 美容学科
    - ヘアスタイリスト専攻
    - ヘアカラーリスト専攻

  - 総合基礎学科
    - ファッション専攻
    - メイク・ビューティ専攻

  - パリ校留学コース
- 夜間コース
  - プロ直結コース
    - ファッションデザイン学科
    - ファッションテクノロジー学科
    - ファッションビジネス学科

  - キャリアアップコース
    - ファッション学科
    - CADパターン学科
    - スタイリスト学科
    - ファッションデジタルプロモーション学科
    - メイクアップ学科
    - グラフィックデザイン学科
    - インテリアコーディネート学科
    - アイリスト学科

  - 短期スキルアップコース
    - ファッションイラスト科
    - デザイン画科
    - パターンメイキング科
    - パターンメイキング上級科
    - ドレーピング初級科
    - ドレーピング上級科
    - アパレルCAD科
    - ゴスロリ科
    - ニットデザイン科初級科
    - ニットデザイン中級科
    - ニットデザイン上級科
    - 創作アクセサリー＆フィギュア科
    - 企業パタンナー養成科
    - ファッションモデリストコース科
    - テキスタイル・クリエイション科
    - メンズ技術科
    - 和装技法科
    - ネットビジネス入門科
    - ネットビジネス応用科
    - ディスプレイ科
    - リテールマーケティング（販売士）検定3級取得科
    - リテールマーケティング（販売士）検定2級取得科
    - カラーコーディネータースタンダードクラス科（3級）
    - カラーコーディネーターアドバンスクラス科（2級）
    - パーソナルカラリスト検定3級取得科
    - パーソナルカラリスト検定2級取得科
    - 空間スケッチパース科
    - インテリアパース科
    - インテリア製図科
    - インテリアCAD科
    - プロダクトデザイン科
    - 造形デザイン科
    - インテリアデコレーター科
    - ファッションフォトグラファー科
    - ファッションフォトグラファー上級科
    - アートネイル科
    - メンズメイク科
    - セルフメイク科
    - メイクセラピー検定3級取得科
    - ヘアアレンジ科
    - ネイリスト技能検定2級取得科
    - JNAジェルネイル技能検定初級取得科
    - AEAJアロマテラピー検定科
    - ファッションビジネス英会話科
    - 仏会話科
    - 日本語能力試験N1取得科
    - ビジネス日本語科
- 通信コース
  - 美容学科

## 出身者
- 井野将之
- 北村信彦
- テキーラ沙弥 - 女子プロレスラー

## アクセス
- 新宿(西口)駅前、徒歩3分
- JR・小田急・京王・地下鉄から地下街が直結
- 駅前から歩道橋が直結

## ギャラリー

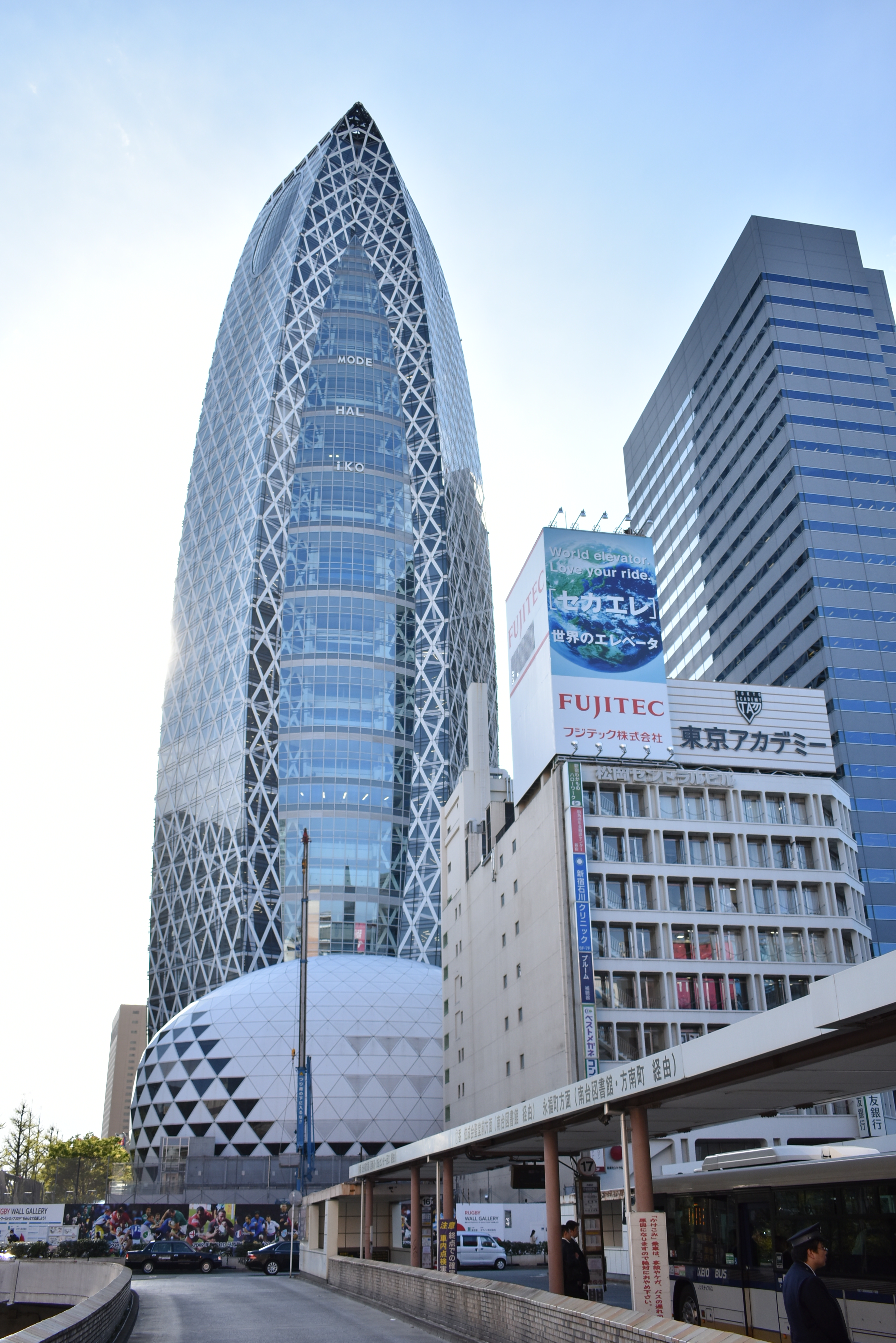
新宿駅より見る（2019年4月14日撮影）
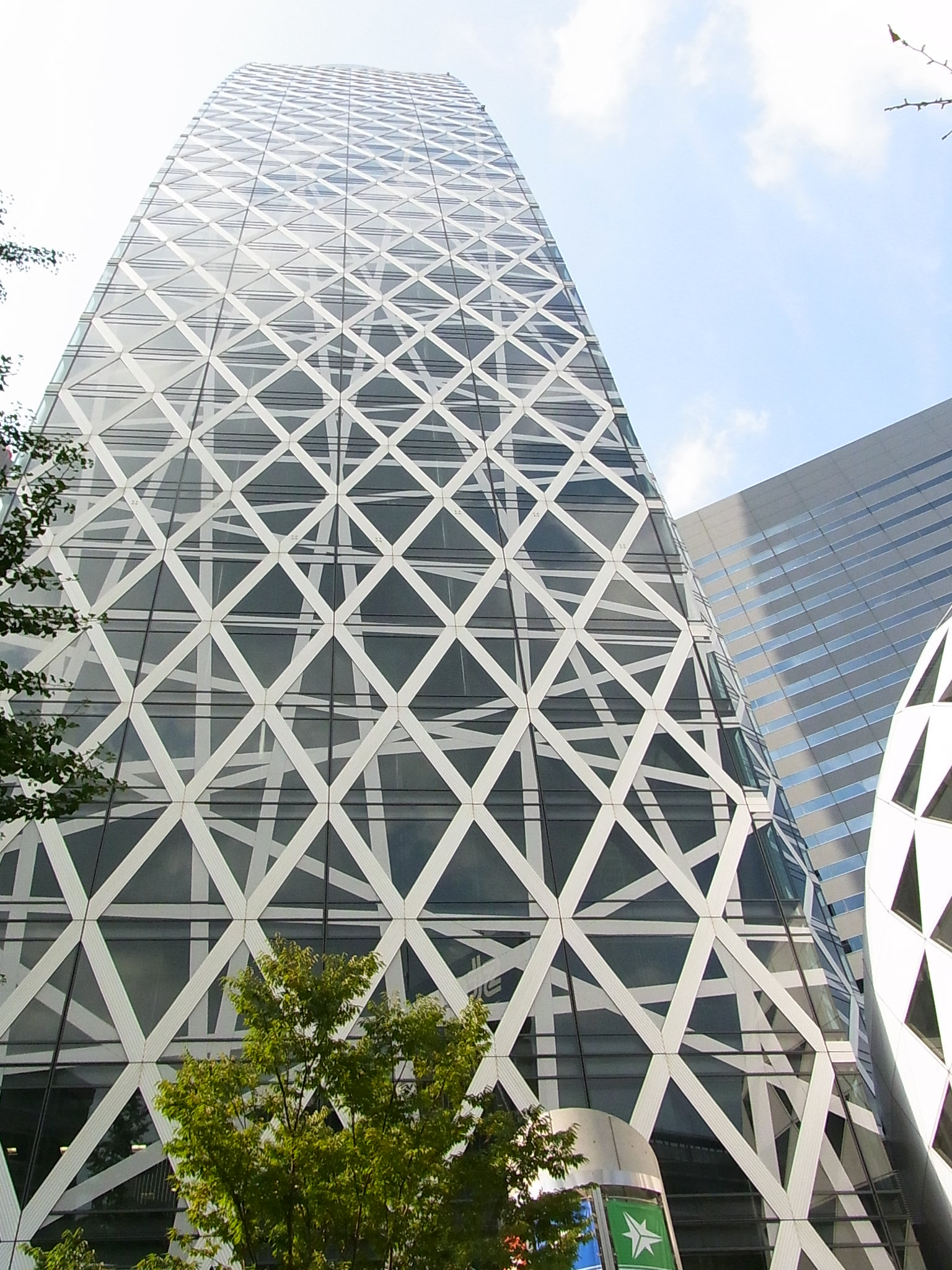
公道より高層部を見上げる（2010年9月19日撮影）
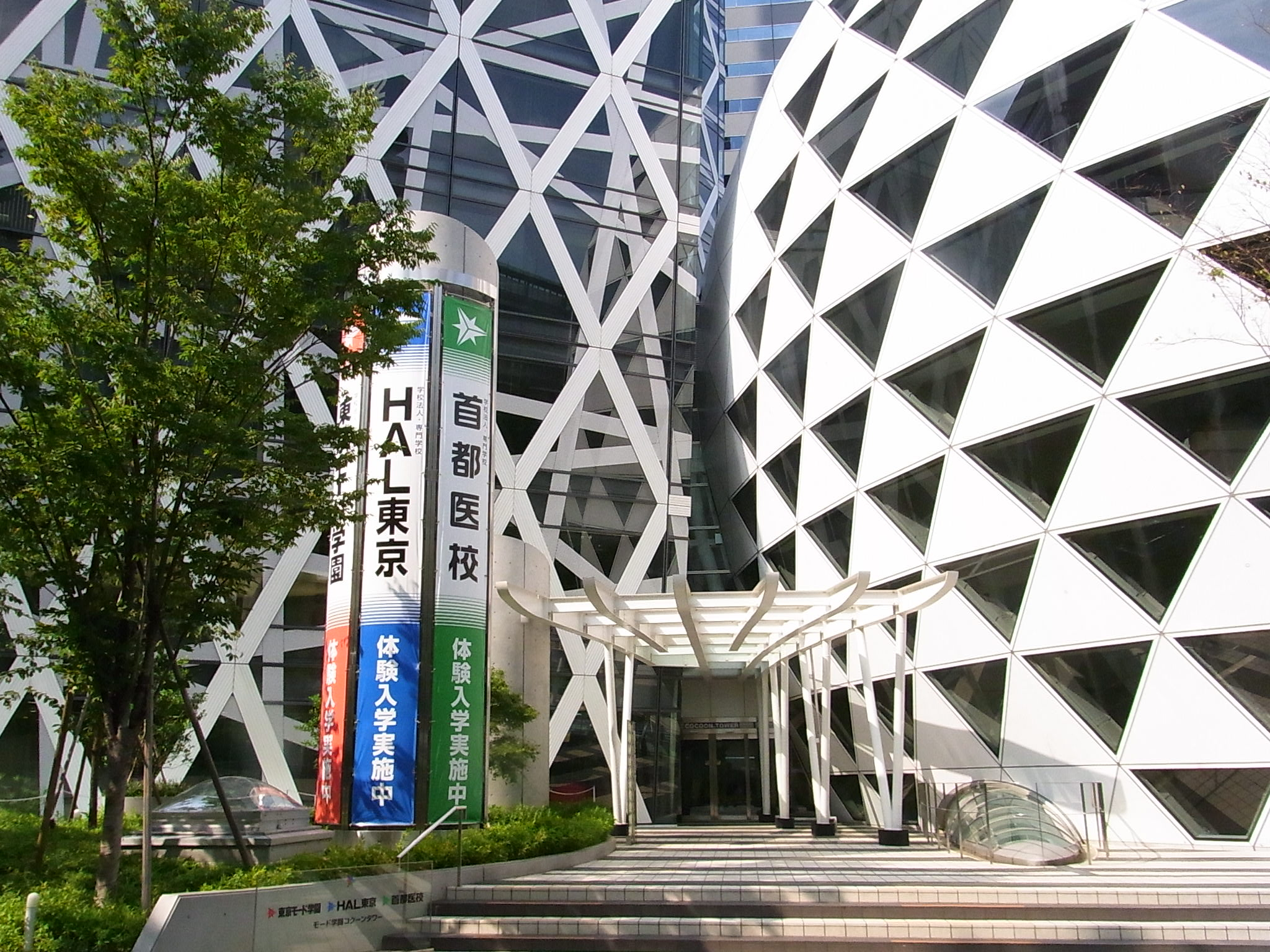
公道より入口回りを見る（2010年9月19日撮影）
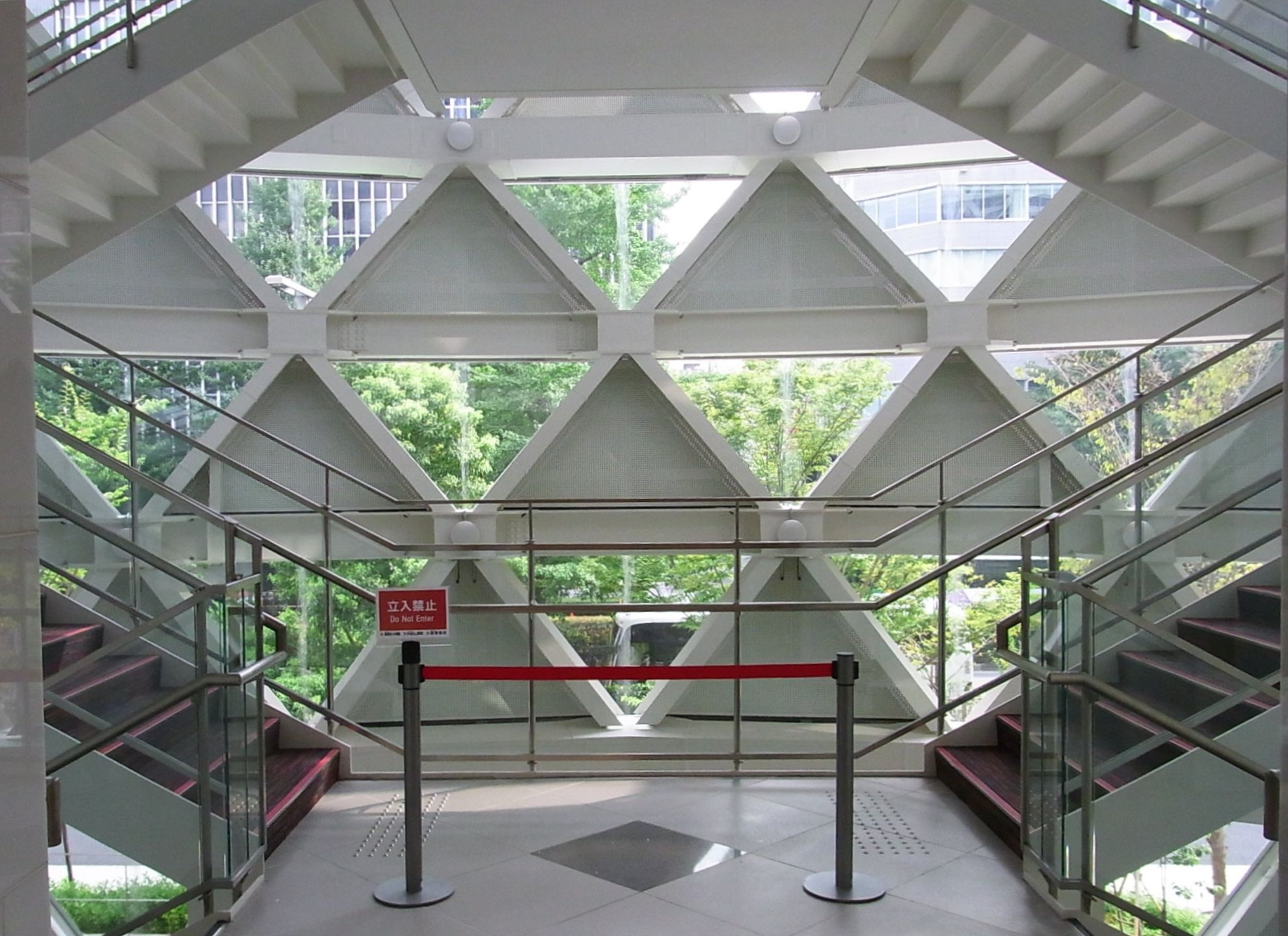
エントランス（2010年9月19日撮影）
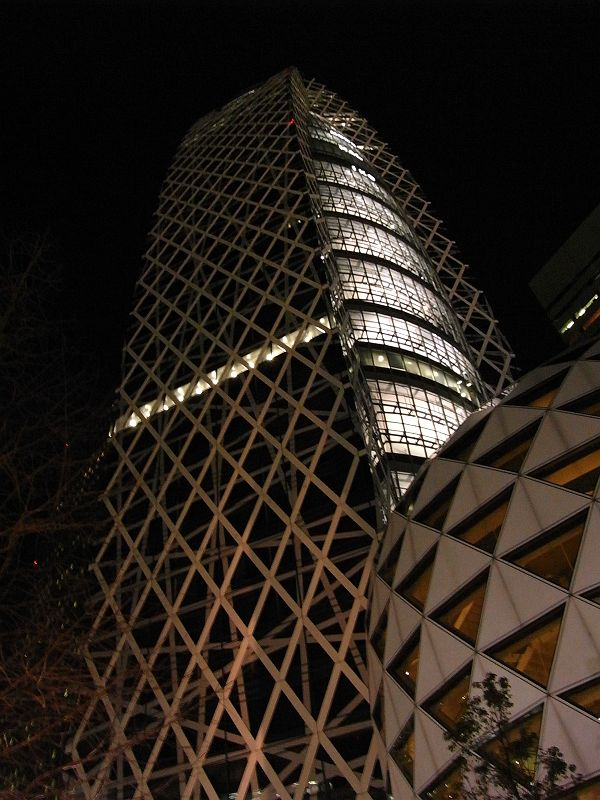
高層部分の夜景（2009年1月27日撮影）
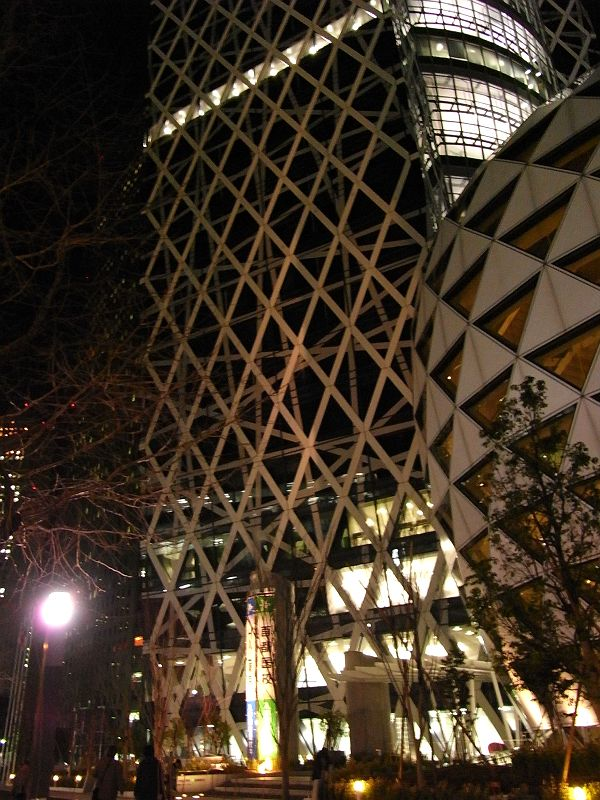
低層部分の夜景（2009年1月27日撮影）